# ISO 3166-2:SA
ISO 3166-2:SA es la entrada para Arabia Saudita en ISO 3166-2, parte de los códigos de normalización ISO 3166 publicados por la Organización Internacional de Normalización (ISO), que define los códigos para los nombres de las principales subdivisiones (p.ej., provincias o estados) de todos los países codificados en ISO 3166-1.
En la actualidad, para Arabia Saudita los códigos ISO 3166-2 se definen para 13 regiones.
Cada código consta de dos partes, separadas por un guion. La primera parte es SA, el código ISO 3166-1 alfa-2 para Arabia Saudita. La segunda parte tiene dos cifras (01–14 excepto 13).

## Códigos actuales
Los nombres de las subdivisiones se ordenan según el estándar ISO 3166-2 publicado por la Agencia de Mantenimiento ISO 3166 (ISO 3166/MA).
Pulsa sobre el botón en la cabecera para ordenar cada columna.
| Código | Nombre de la subdivisión (ar) (BGN/PCGN 1956) | Nombre de la subdivisión (es) |
| ------ | --------------------------------------------- | ----------------------------- |
| SA-11  | Al Bāḩah                                      | Baha                          |
| SA-08  | Al Ḩudūd ash Shamālīyah                       | Frontera del Norte            |
| SA-12  | Al Jawf                                       | Yauf                          |
| SA-03  | Al Madīnah al Munawwarah                      | Medina                        |
| SA-05  | Al Qaşīm                                      | Casim                         |
| SA-01  | Ar Riyāḑ                                      | Riad                          |
| SA-04  | Ash Sharqīyah                                 | Oriental                      |
| SA-14  | 'Asīr                                         | Asir                          |
| SA-06  | Ḩā'il                                         | Hail                          |
| SA-09  | Jāzān                                         | Jizán                         |
| SA-02  | Makkah al Mukarramah                          | La Meca                       |
| SA-10  | Najrān                                        | Najrán                        |
| SA-07  | Tabūk                                         | Tabuk                         |

## Cambios
Los siguientes cambios de entradas han sido anunciados en los boletines de noticias emitidos por el ISO 3166/MA desde la primera publicación del ISO 3166-2 en 1998, cesando esta actividad informativa en 2013.
| Informe                       | Fecha de emisión                     | Descripción del cambio reportado                                                                  |
| ----------------------------- | ------------------------------------ | ------------------------------------------------------------------------------------------------- |
| Boletín II-3                  | 2011-12-13 (corregido el 2011-12-15) | Reordenación alfabética                                                                           |
| Plataforma en línea de la ISO | 2014-11-03                           | Cambian los nombres de las subdivisiones: SA-02, SA-03 y SA-09 Se actualiza el origen de la lista |
| Plataforma en línea de la ISO | 2018-11-26                           | Cambia la categoría de las subdivisiones: de provincia a región                                   |